# 谢尔吉耶夫卡农村居民点
谢尔吉耶夫卡农村居民点（俄语：Сергиевское сельское поселение）是俄罗斯联邦别尔哥罗德州红亚鲁加区所属的一个农村居民点。其下辖有8个居民点，行政中心为谢尔吉耶夫卡。据2016年统计，该农村居民点的人口为1033人。